# Xã Andrea, Quận Wilkin, Minnesota
Xã Andrea (tiếng Anh: Andrea Township) là một xã thuộc quận Wilkin, tiểu bang Minnesota, Hoa Kỳ. Năm 2010, dân số của xã này là 65 người.